# Boris Szeremietiew

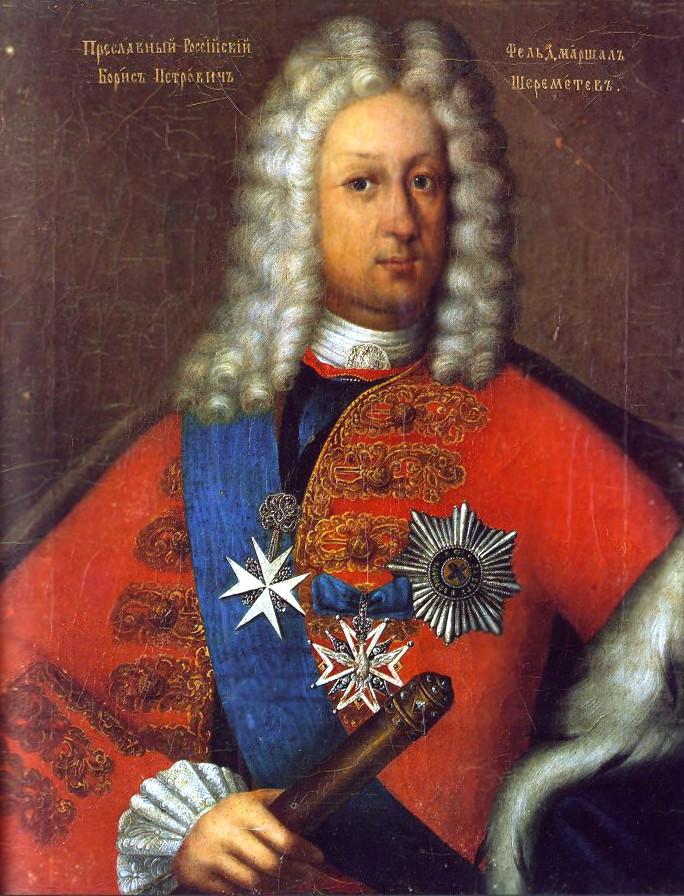

Boris Pietrowicz Szeremietiew (ros. Борис Петрович Шереметев; ur. 25 kwietnia?/5 maja 1652 w Moskwie, zm. 28 lutego 1719 tamże) – rosyjski hrabia, dyplomata i feldmarszałek, uczestnik wojny III wojny północnej.
W czasie wojny północnej, toczonej między Rosją a Szwecją, dowodził armią rosyjską w randze generała. Po zwycięskiej bitwie pod Errestfer, został przez cara Piotra I Romanowa awansowany do stopnia feldmarszałka i odznaczony Orderem Św. Andrzeja Apostoła.  
W roku 1702 sprzedał Aleksandrowi Mienszykowowi swoją posługaczkę Martę Skowrońską – późniejszą żonę cara Piotra I i cesarzową Rosji Katarzynę I.

## Ordery i odznaczenia
- Order Orła Białego[2].
- Order Św. Andrzeja Apostoła